# Hilma Angered Strandbergová
Hilma Kristina Elisabet Angered Strandbergová (10. června 1855 Stockholm – 23. ledna 1927 Merano, Jižní Tyrolsko) byla švédská spisovatelka. Byla dcerou vrchního soudce a člena Švédské akademie Carla Gustafa Strandberga (1825–1874) a Evy Helledayové (1830–1869). V roce 1889 se provdala za krajináře Hjalmara Angereda (1858–1919).

## Životopis
Nejprve studovala na škole ve Stockholmu a poté v penzionátu v Smålandu. V roce 1876 složila telegrafické zkoušky a pracovala jako telegrafistka v Fjällbacka (1883–1888). Stala se korespondentem novin Göteborgs Handelstidning (GHT).
V období 1888 až 1894 žila v Americe, a v roce 1893 posílala do Švédska zprávy o Světové výstavě v Chicagu.
V letech 1904–1914 podnikla studijní cesty do Švýcarska a Itálie a napsala několik reportáží pro švédský tisk.

## Literární dílo
- Västerut., 1888
- Den nya världen., 1898
- På prärien., 1899
- Från det gamla och nya landet., 1900
- Lydia Vik., 1904
- Under söderns sol., 1905
- Ödesglimtar., 1905
- Trollmark., 1907
- Hemma., 1912
- På bygator och alpvägar., 1915
- Barbarens son., 1924

## Ocenění
- Velká cena Devíti 1916